# Chrostosoma zantes
Chrostosoma zantes là một loài bướm đêm thuộc phân họ Arctiinae, họ Erebidae.